# Bosnisch-herzegowinisch-türkische Beziehungen
Die Bosnisch-herzegowinisch-türkischen Beziehungen sind das zwischenstaatliche Verhältnis zwischen Bosnien und Herzegowina und der Türkei. Bosnien fiel im 15. Jahrhundert unter die Herrschaft des Osmanischen Reiches und veblieb dort über die nächsten vier Jahrhunderte, was das Land kulturell und architektonisch prägte. Nach dem Verlust Bosniens an Österreich-Ungarn (1878) und dem späteren Beitritt Bosniens zum Königreich Jugoslawien (1918) bestanden keine direkten Beziehungen mehr zwischen der Türkei und einem unabhängigen bosnischen Staatswesen. Erst mit dem Zerfall Jugoslawiens in den 1990er Jahren konnten wieder diplomatische Beziehungen aufgenommen werden. 1992 erkannte die Türkei die Unabhängigkeit Bosniens und Herzegowinas an und unterstütze den Befreiungskampf der Bosniaken. Dies bildete die Grundlage für die freundschaftlichen Beziehungen nach dem Abschluss des Dayton-Abkommens. So schlossen beide Länder zahlreiche bilaterale Verträge, darunter ein Freihandelsabkommen (2001) und ein Abkommen über gegenseitigen visafreien Reiseverkehr (2022). Außerdem ist die Wiederbelebung des osmanischen Erbes in Bosnien ist ein Herzensanliegen Ankaras. Seit Kriegsende 1995 hat die Türkei Dutzende zerstörte Baudenkmäler (wie z. B. osmanische Moscheen) restauriert oder wiederaufgebaut.

## Geschichte

### Frühe Kontakte und Osmanisches Bosnien

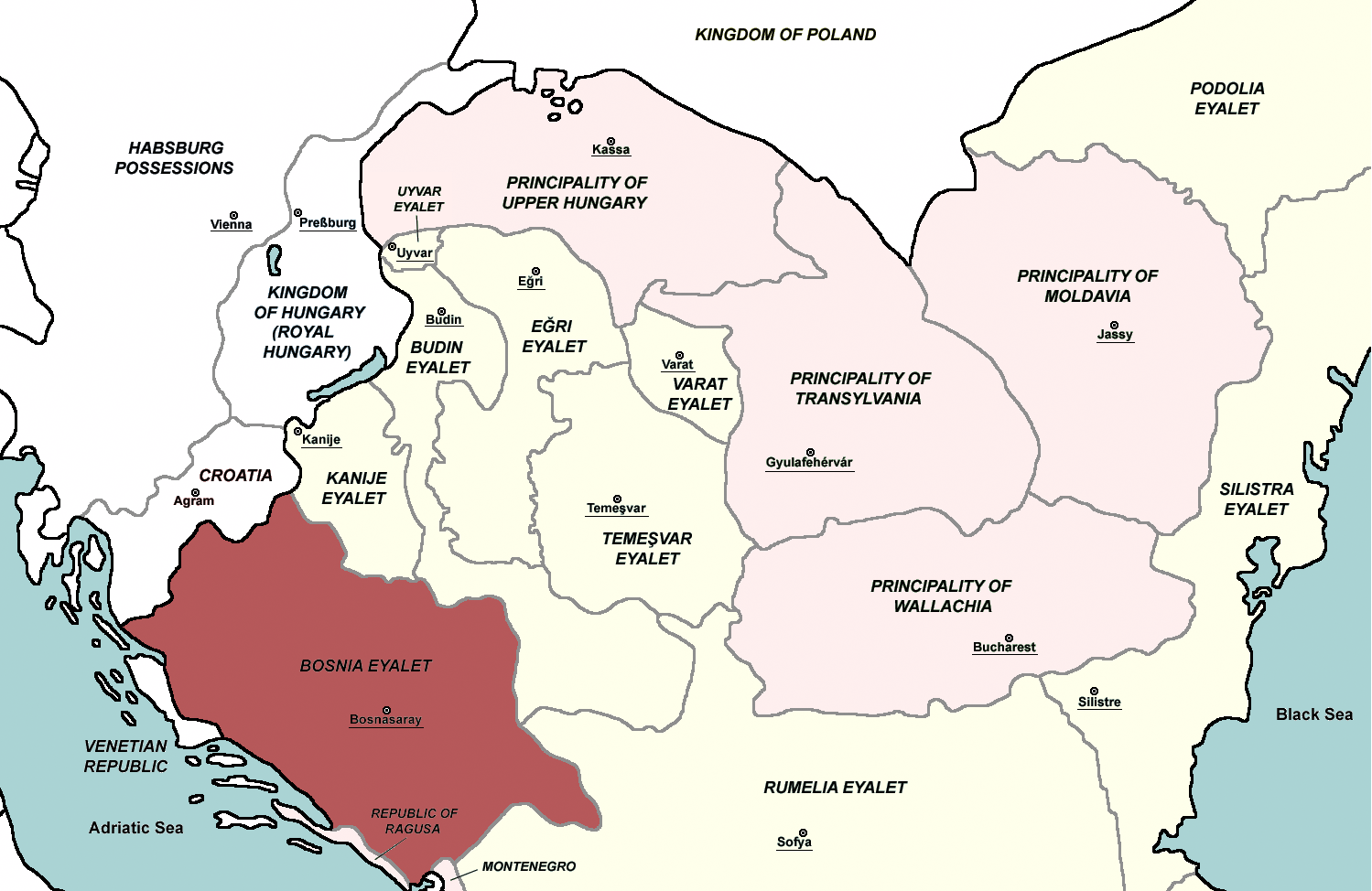
Lage des osmanischen Eyâlet Bosnien 1683

Erste Berührungspunkte zwischen Bosnien und dem Osmanischen Reich ergaben sich bereits im späten 14. Jahrhundert: 1388 drangen osmanische Truppen erstmals in das damalige bosnische Gebiet (Hum, die heutige Herzegowina) ein, wurden dort jedoch in der Schlacht bei Bileća von bosnischen Kräften zurückgeschlagen. Ein bosnisches Kontingent unter König Tvrtko I. schloss sich im Folgejahr 1389 dem serbischen Heer in der Schlacht auf dem Amselfeld an, um gegen die Osmanen zu kämpfen. In den folgenden Jahrzehnten setzten die Osmanen ihren Vormarsch fort. 1448 eroberten sie zentralbosnisches Gebiet (Vrhbosna, später Sarajevo) und schließlich 1463 den größten Teil des Königreichs Bosnien; bis 1482 fiel auch die Herzegowina vollständig unter osmanische Kontrolle. Bosnien wurde zur westlichsten Provinz des Osmanischen Reiches und erhielt 1580 den Status eines eigenständigen Eyâlets (Provinz) innerhalb des Reiches.
Während der rund vierhundertjährigen osmanischen Herrschaft erfuhr Bosnien tiefgreifende Veränderungen in Verwaltung, Gesellschaft und Religion. Das Land wurde in Sandschaks (Verwaltungsbezirke) gegliedert und durch osmanische Statthalter regiert. Ein besonderes Merkmal Bosniens im Vergleich zu anderen Balkanregionen war die breite Akzeptanz des Islams: Ein erheblicher Teil der einheimischen Bevölkerung konvertierte im Laufe des 15. und 16. Jahrhunderts zum Islam, sodass Bosnien (neben Albanien) zu den wenigen Gebieten Europas mit einer mehrheitlich muslimischen Bevölkerung wurde. Diese Bosniaken (bosnischen Muslime) blieben dennoch ethnisch und sprachlich Südslawen, was dem Land eine bis heute einzigartige kulturelle Prägung verlieh. Die osmanische Epoche hinterließ dauerhafte kulturelle Spuren, etwa in Architektur (Moscheen, Brücken, Basare), Sprache (zahlreiche türkische Lehnwörter im Bosnischen) und Küche. Bosnien-Herzegowina war zugleich integraler Teil des Osmanischen Reiches und stellte zahlreiche hohe Beamte und Militärs; berühmte Beispiele sind der aus Bosnien stammende Großwesir Sokollu Mehmed Pascha im 16. Jahrhundert oder der in Sarajevo geborene osmanische General Omar Pascha im 19. Jahrhundert.

### Habsburgisches Bosnien und die Osmanen
Im 19. Jahrhundert geriet das osmanische Bosnien zunehmend in den Fokus der Großmächte. Infolge der russisch-osmanischen Konflikte und des Berliner Kongresses 1878 verlor das Osmanische Reich die effektive Kontrolle über Bosnien-Herzegowina: Österreich-Ungarn erhielt das Mandat, Bosnien zu besetzen und zu verwalten, während es nominell weiterhin zum Osmanischen Reich gehörte. Der Widerstand der einheimischen Bevölkerung gegen die Besatzung war heftig und musste von der Habsburgermonarchie mit großem Truppeneinsatz niedergeschlagen werden. Die osmanische Zentralregierung akzeptierte die Okkupation zögerlich und versuchte, ihren Einfluss auf die bosnischen Muslime zunächst durch Zugeständnisse zu wahren – etwa die Anerkennung des Sultans als religiöses Oberhaupt der Muslime Bosniens und die Fortgeltung der Scharia-Gerichtsbarkeit unter österreichischer Verwaltung. Dennoch ging die Verbindung zu Istanbul in den folgenden Jahrzehnten rapide zurück.
Im Oktober 1908 schließlich annektierte Österreich-Ungarn Bosnien-Herzegowina einseitig und erklärte das bisher formal osmanische Gebiet offiziell zum Teil der Doppelmonarchie. Diese Annexion löste eine schwere internationale Krise aus („Bosnische Annexionskrise“): Das Osmanische Reich protestierte zunächst heftig, sah sich aber nach Verhandlungen gezwungen, 1909 die Abtretung Bosniens gegen finanzielle Entschädigungen anzuerkennen. Für die osmanische Führung – inzwischen unter Kontrolle der Jungtürken – bedeutete dies den endgültigen Verlust eines seiner letzten europäischen Besitzungen. Gleichzeitig führte die Okkupationspolitik der Habsburger zu einer Auswanderungswelle bosnischer Muslime: Zwischen 1878 und 1918 emigrierten Schätzungen zufolge insgesamt rund 100.000 Bosniaken aus Bosnien-Herzegowina ins Osmanische Reich nach Anatolien, teils aus Furcht vor der neuen christlichen Herrschaft, teils aus wirtschaftlichen Gründen. Diese bosnisch-muslimische Diaspora in der Türkei bildet bis heute ein wichtiges Bindeglied zwischen beiden Ländern.
Trotz der politischen Entfremdung bestanden bis zum Ende des Osmanischen Reiches 1922 einige symbolische Verbindungen fort. So diente etwa die osmanische Armee im Ersten Weltkrieg auf Seiten der Mittelmächte als Verbündete Österreich-Ungarns, zu dem Bosnien inzwischen gehörte. Nach dem Zerfall des Osmanischen Reiches und der Gründung der modernen Republik Türkei 1923 wurde Bosnien-Herzegowina Teil des neu entstandenen Königreichs der Serben, Kroaten und Slowenen (später Jugoslawien). Damit endete die mehrere Jahrhunderte währende direkte staatliche Verbindung zwischen Bosnien und der Türkei.

### Beziehungen nach 1923

#### Jugoslawien
In der frühen republikanischen Ära unter Mustafa Kemal Atatürk suchte die Türkei außenpolitisch die Nähe zu ihren Balkan-Nachbarn, darunter dem Königreich Jugoslawien, zu dem Bosnien-Herzegowina gehörte. Bereits 1925 schlossen Ankara und Belgrad einen Freundschaftsvertrag, und 1934 traten beide Länder dem Balkanpakt (Balkanentente) bei – einem regionalen Beistandsbündnis mit Griechenland und Rumänien, das die politische Unabhängigkeit und territoriale Integrität der Teilnehmer gegenseitig garantieren sollte. Dieses Bündnis dokumentierte die grundsätzlich guten Beziehungen zwischen der Türkei und Jugoslawien in der Zwischenkriegszeit. Während des Zweiten Weltkriegs blieben direkte Kontakte gering, da Jugoslawien 1941 von der Achse besetzt wurde und die Türkei neutral blieb.
Nach 1945 entwickelte sich Jugoslawien unter Josip Broz Tito als blockfreier sozialistischer Staat, während die Türkei Gründungsmitglied der NATO wurde. Dennoch gab es Phasen enger Kooperation: 1953/54 bildeten Jugoslawien, die Türkei und Griechenland ein neues regionales Bündnis, den Balkanpakt von Ankara, um gemeinsam der stalinistischen Expansionsgefahr entgegenzutreten. Dieses Abkommen umfasste zunächst Freundschaft und Zusammenarbeit (1953) und wurde 1954 um eine Militärallianz ergänzt. Nach der vorübergehenden Aussöhnung Jugoslawiens mit der Sowjetunion in den 1960er-Jahren lockerte sich die trilaterale Kooperation jedoch wieder. Bis in die 1980er-Jahre blieben die türkisch-jugoslawischen Beziehungen pragmatisch und insgesamt freundschaftlich, ohne jedoch Bosnien-Herzegowina als Teilrepublik speziell hervorzuheben.

#### Bosnienkrieg
Mit dem Zerfall Jugoslawiens und der Unabhängigkeitserklärung Bosnien-Herzegowinas 1992 intensivierten sich die direkten Beziehungen zu Ankara schlagartig. Die Republik Türkei gehörte zu den ersten Staaten, die Bosnien und Herzegowina formell als souveränen Staat anerkannten – noch vor Ausbruch des Bosnienkriegs, am 6. März 1992. In der Folgezeit engagierte sich die Türkei während des Bosnienkrieges (1992–1995) politisch, humanitär und diplomatisch zugunsten Bosniens. So nutzte Ankara seinen Einfluss in der Organisation der Islamischen Konferenz (OIC), um im Juni 1992 eine dringliche Außenministerkonferenz in Istanbul einzuberufen, die die Vereinten Nationen zu Eingreifen gegen die Aggression in Bosnien aufforderte. Im August 1992 legte die türkische Regierung dem UN-Sicherheitsrat einen Aktionsplan zur Beendigung der Gewalt vor. Zudem organisierte sie im November 1992 eine Balkankonferenz in Istanbul, um diplomatische Lösungen zu diskutieren. Die Türkei plädierte international vehement für eine Aufhebung des UN-Waffenembargos gegen das von Serben bedrängte Bosnien. Ankara soll Berichten zufolge – trotz eines offiziellen Embargos – insgeheim Waffenlieferungen an die bosnisch-muslimische Armee ermöglicht haben.
Auf militärischer Ebene beteiligte sich die Türkei im Rahmen der NATO an den Maßnahmen zur Beendigung des Krieges: Türkische Kampfflugzeuge und Einheiten unterstützten ab 1994/95 die von der NATO geführten Luftangriffe („Operation Deliberate Force“) gegen Stellungen der bosnisch-serbischen Truppen. Zuvor hatte die Türkei bereits eine Vermittlerrolle bei innerbosnischen Konflikten übernommen: Im Februar 1994 wirkte der türkische Außenminister maßgeblich an der Aushandlung eines Waffenstillstands zwischen Bosniaken und Kroaten mit, der den blutigen bosniakisch-kroatischen Nebenkrieg beendete und zur Bildung der Föderation Bosnien-Herzegowina führte. Dies legte den Grundstein für die spätere Friedensordnung von Dayton. Am Zustandekommen des Dayton-Abkommens selbst (November 1995) war die Türkei zwar nicht direkt beteiligt (dieses wurde vor allem durch US-Vermittlung erreicht) doch unterstützte sie dessen Umsetzung umso engagierter.

#### Nach 1995
Nach Kriegsende 1995 blieb die Türkei ein aktiver Partner Bosnien-Herzegowinas. Sie beteiligte sich an den internationalen Friedensmissionen: türkische Truppen stellten Kontingente sowohl für die NATO-geführte IFOR/SFOR-Mission (1995–2004) als auch anschließend für die EU-Mission EUFOR Althea. Zeitweise war die Türkei der zweitgrößte Truppensteller der EUFOR in Bosnien. Als Mitglied des Lenkungsausschusses des Friedensumsetzungsrates (Peace Implementation Council, PIC) setzte sich die türkische Diplomatie dafür ein, den multiethnischen und multikulturellen Charakter Bosniens zu erhalten. Die Türkei betont seither auf internationaler Bühne stets die Wahrung der Souveränität und territorialen Integrität Bosnien-Herzegowinas. 1997 eröffneten beide Länder wechselseitig Botschaften – Bosnien-Herzegowina in Ankara und die Türkei in Sarajevo – und nahmen volle diplomatische Beziehungen auf. Seither haben zahlreiche bilaterale Abkommen Kooperationen auf den Gebieten Wirtschaft, Verteidigung, Kultur und Bildung begründet. In den 2000er-Jahren intensivierte sich der hochrangige Austausch weiter: Die Türkei erkannte in Bosnien einen Schwerpunkt ihrer Balkanpolitik und pflegte enge Kontakte insbesondere zur bosniakisch-muslimischen Führung. Beispielsweise zählte der erste bosnische Präsident Alija Izetbegović den türkischen Staatschef Turgut Özal zu seinen Unterstützern, und dessen Sohn, Bakir Izetbegović, pflegte später ein freundschaftliches Verhältnis zu Recep Tayyip Erdoğan. Erdoğan reiste in seinen Amtszeiten nahezu jährlich nach Bosnien-Herzegowina und empfing regelmäßig bosnische Spitzenpolitiker in Ankara.

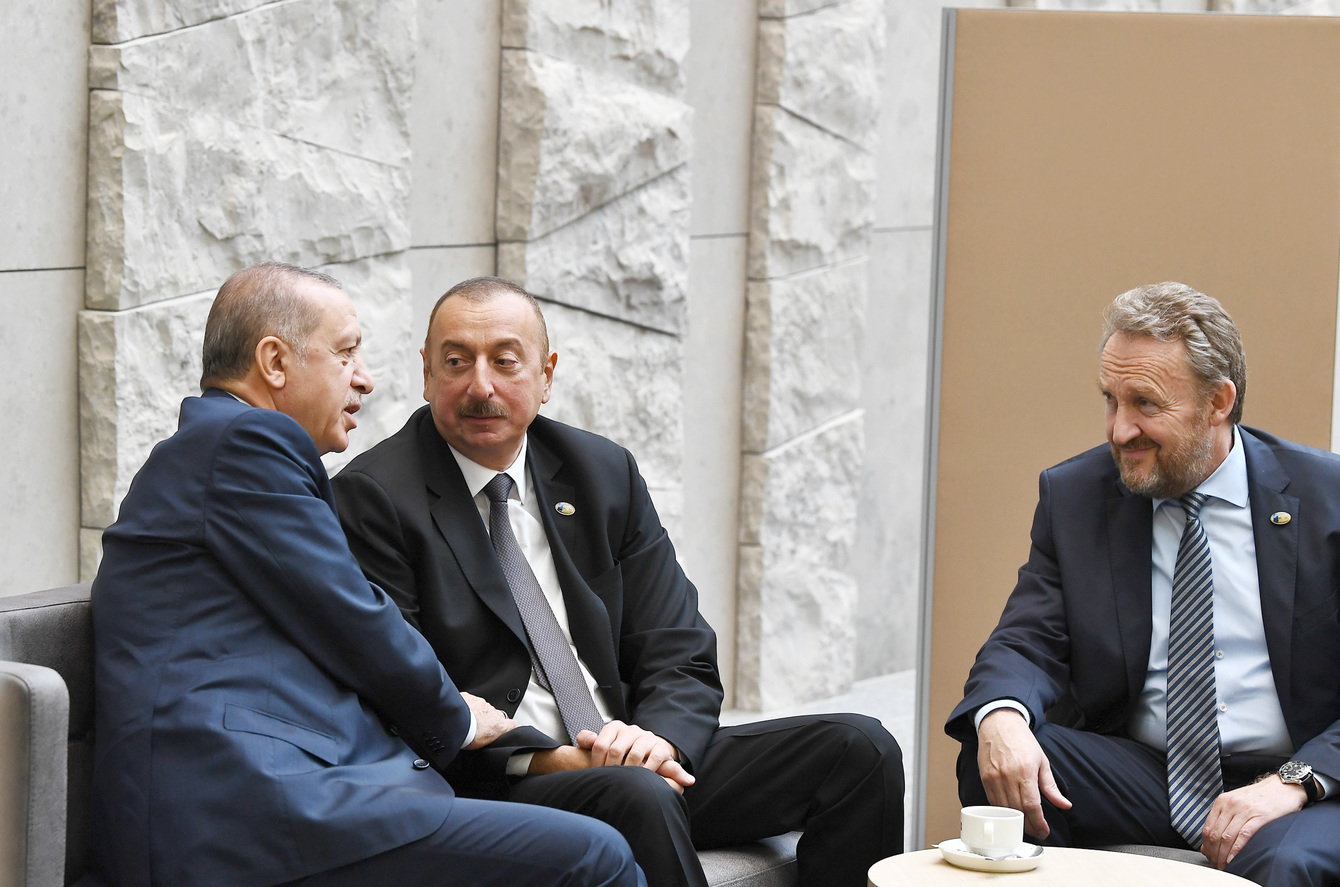
Der Vorsitzende der bosnischen Präsidentschaft, Bakir Izetbegović (rechts), mit dem türkischen Präsidenten Recep Tayyip Erdoğan (links) und dem aserbaidschanischen Präsidenten Ilham Aliyev (2018)

Auf regionaler Ebene hat die Türkei ab 2009 neue Formate geschaffen, um Bosnien-Herzegowina in eine konstruktive Nachbarschaftsdiplomatie einzubinden. Unter türkischer Vermittlung wurden 2009 und 2010 trilaterale Konsultationsmechanismen ins Leben gerufen: einer zwischen Türkei, Bosnien-Herzegowina und Serbien sowie ein weiterer zwischen Türkei, Bosnien-Herzegowina und Kroatien. Insbesondere der Gipfel von Istanbul im April 2010 – bekannt als Istanbul-Deklaration – wird als Meilenstein gesehen: Darin bekannten sich die Vertreter Ankaras, Sarajevos und Belgrads gemeinsam zur Souveränität und Unteilbarkeit Bosnien-Herzegowinas und zur Versöhnung in der Region. Die Türkei konnte damit das Vertrauen zwischen Bosnien und Serbien fördern und als Vermittler auftreten. Die bilaterale Zusammenarbeit zeigt sich auch in praktischen Erleichterungen für Bürger beider Staaten. So haben Bosnien-Herzegowina und die Türkei 2022 ein Abkommen geschlossen, das gegenseitiges visafreies Reisen allein mit dem Personalausweis ermöglicht. Gegen separatistische Tendenzen in der bosnisch-serbischen Republika Srpska hat sich die Türkei ablehnend geäußert und versprach 2025  „jede erforderliche Unterstützung für Frieden und Wohlergehen“ Bosnien-Herzegowinas bereitzustellen.

## Wirtschaftsbeziehungen
Wirtschaftlich sind die Beziehungen zwischen Bosnien-Herzegowina und der Türkei in den letzten Jahren deutlich ausgebaut worden. Die Türkei zählt zu Bosniens wichtigsten außereuropäischen Handelspartnern. Bereits seit 2003 besteht ein Freihandelsabkommen zwischen beiden Staaten, das Zölle auf Industriegüter abschaffte. Eine aktualisierte Fassung dieses Abkommens wurde im Mai 2019 – anlässlich eines Bosnien-Besuchs des türkischen Staatspräsidiums – unterzeichnet und trat am 1. August 2021 in Kraft. Es erleichtert den Marktzugang weiter und umfasst neben Warenhandel auch Bereiche wie Investitionsschutz und Dienstleistungen. Durch das Freihandelsregime haben sich die bilateralen Handelsvolumina stetig erhöht: Der Warenaustausch stieg von rund 646 Millionen US-Dollar im Jahr 2020 auf 944 Millionen US-Dollar im Jahr 2022. In diesem Jahr exportierte die Türkei Waren im Wert von etwa 755 Mio. USD nach Bosnien und importierte im Gegenzug für 189 Mio. USD bosnische Produkte.
Auch bei Investitionen und Projekten ist die Türkei in Bosnien sehr aktiv. Rund 100 türkische Firmen sind in Bosnien-Herzegowina tätig, vor allem in den Sektoren Bankenwesen, Bauwirtschaft, Energie, Textil und Lebensmittelverarbeitung. Die türkischen Direktinvestitionen summierten sich bis 2023 auf etwa 250 Millionen US-Dollar, womit die Türkei zu den zehn größten Auslandsinvestoren in Bosnien zählt. Diese Investitionen haben über 2000 lokale Arbeitsplätze geschaffen. Türkische Banken wie die Ziraat Bank oder die İşbank unterhalten Filialen in Sarajevo und anderen Städten. Ein Schwerpunkt ist auch der Einzelhandel: türkische Handelsketten und Textildiscounter haben den bosnischen Markt betreten. Darüber hinaus sind türkische Baufirmen an zahlreichen Infrastrukturvorhaben beteiligt – teils mit türkischer Finanzierung. Die Gesamtauftragswerte, die türkische Baufirmen in Bosnien umgesetzt haben, werden auf ca. 600 Mio. USD beziffert. Ein Leuchtturmprojekt ist die geplante Autobahn Sarajevo–Belgrad: Die Türkei sagte 2018 offiziell zu, dieses seit langem diskutierte Projekt finanziell zu unterstützen. Präsident Erdoğan unterzeichnete in Sarajevo eine entsprechende Absichtserklärung, wonach die Türkei den Bau der Fernstraße mit Krediten und Know-how fördern wird.
Auf institutioneller Ebene existiert seit 2010 eine Gemeinsame Wirtschaftskommission (JEK) zwischen Bosnien und der Türkei, die regelmäßig tagt, um Handelshemmnisse abzubauen und Kooperationen anzubahnen. Zudem finden jährliche bosnisch-türkische Business-Foren statt, organisiert von Kammern beider Länder. Die Türkei betrachtet die ökonomische Entwicklung Bosniens als wesentlich für Stabilität und investiert daher auch in Entwicklungsprogramme. So ist Bosnien-Herzegowina ein Schwerpunktland der türkischen Entwicklungszusammenarbeit: Die staatliche Türkische Kooperation- und Koordinationsagentur (TİKA) unterhält seit 1995 ein Büro in Sarajevo und hat Hunderte von Projekten im Wert von vielen Millionen Dollar realisiert. Dazu zählen der Wiederaufbau von Schulen, Krankenhäusern, Wasserwerken und landwirtschaftlichen Anlagen in ganz Bosnien.

## Kulturbeziehungen
Kulturell und historisch sind Bosnien-Herzegowina und die Türkei eng miteinander verflochten. Die osmanische Vergangenheit Bosniens hat tiefe Spuren in Sprache, Religion, Brauchtum und Architektur hinterlassen. Bis heute enthält die bosnische Sprache Hunderte von Turzismen – türkischen Lehnwörtern für Alltagsbegriffe, Verwaltung oder Küche, die seit der Osmanenzeit geläufig sind. Die osmanische Architektur prägt das Stadtbild von Sarajevo, Mostar oder Travnik mit ihren Moscheen, Brücken, Karawansereien und Bädern. Ein zentraler Faktor ist die gemeinsame Religion eines Großteils der Bosniaken und der Türken, der Islam. Bereits im Osmanischen Reich galten die Bosniaken als loyale muslimische Gemeinde; der Sultan trug traditionell den Ehrentitel „Beschützer der bosnischen Muslime“. Heute kooperieren die islamischen Religionsgemeinschaften beider Länder eng. Das Präsidium für Religionsangelegenheiten der Türkei (Diyanet) unterhält Austauschprogramme mit der Islamischen Gemeinschaft von Bosnien-Herzegowina. Der bosnische Reisu-l-ulema (Großmufti) besucht häufig die Türkei und türkische Gelehrte lehren an bosnischen Islamschulen. Türkische Hilfsorganisationen wie die Diyanet-Stiftung und der Türkische Rote Halbmond (Kızılay) finanzieren Moschee-Neubauten und soziale Einrichtungen in Bosnien. Mit türkischer HIlfe wurden zahlreiche Moscheen im Land wieder aufgebaut. 2016 konnte die Ferhadija-Moschee in Banja Luka feierlich wiedereröffnet werden, wobei der damalige türkische Premierminister Davutoğlu persönlich anwesend war.
Ein bedeutendes Bindeglied ist die Diaspora. Aufgrund mehrerer Auswanderungswellen seit dem 19. Jahrhundert leben heute Schätzungen zufolge hunderttausende bis zu einige Millionen Türken mit bosniakischen Wurzeln in der Türkei. Viele Familien in Regionen wie Marmara (um Bursa), Zentralanatolien (Ankara) oder der Ägäisregion tragen bosnische Nachnamen oder pflegen bosnische Bräuche. Ahmet Davutoğlu (türkischer Außenminister 2009–2014) bemerkte einmal, in der Türkei lebten mehr Menschen bosnischer Abstammung als in Bosnien selbst. Diese bosnischstämmige Gemeinschaft ist gesellschaftlich gut integriert und fungiert als wichtige Lobbygruppe für die Freundschaft beider Nationen. Zahlreiche Vereine und Stiftungen von „Türkisch-Bosniern“ – etwa in Istanbul die Bayrampaşa-Bosna Sancak Derneği – fördern den Kulturaustausch, organisieren Folklore-Veranstaltungen, Bosnien-Reisen und Hilfsprojekte. Auch in Bosnien selbst gibt es Vereine der „türkischen Minderheit“ (bzw. Nachfahren osmanischer Türken), etwa in Mostar und Sarajevo, die zum Teil mit Unterstützung der türkischen Botschaft kulturelle Events durchführen.
Die Kulturförderung ist ein offizieller Bestandteil der bilateralen Beziehungen. Seit 2009 betreibt die Türkei in Bosnien-Herzegowina mehrere Yunus-Emre-Institute (benannt nach dem Dichter Yunus Emre) zur Pflege der türkischen Sprache und Kultur. Solche Kulturzentren bestehen in Sarajevo, Mostar und Fojnica. Sie bieten Sprachkurse, Bibliotheken, Kunstausstellungen, Filmwochen und Konzerte an und stoßen bei der bosnischen Bevölkerung auf reges Interesse. Türkisch wird an bosnischen Schulen vermehrt als Wahlfach angeboten; an der Universität Sarajevo existiert ein Lehrstuhl für Turkologie. Türkische Popkultur wie Musik, Filme und Fernsehserien sind in Bosnien und anderen Balkanstaaten sehr populär und vermitteln ein modernes Türkei-Bild. Laut einer Umfrage des Gallup Balkan Monitor 2010 bezeichneten 60 % der Einwohner Bosnien-Herzegowinas die Türkei als „befreundetes Land“ – doch variiert diese Zahl stark nach ethnischer Zugehörigkeit: Die bosniakisch-muslimische Mehrheit steht Ankara nahezu geschlossen positiv gegenüber, während die bosnischen Serben und Kroaten deutlich skeptischer sind.

## Diplomatische Standorte
- Bosnien und Herzegowina hat eine Botschaft in Ankara und zwei Konsulate in Istanbul und Izmir.
- Türkei eine Botschaft in Sarajevo und ein Konsulat in Mostar unterhält.

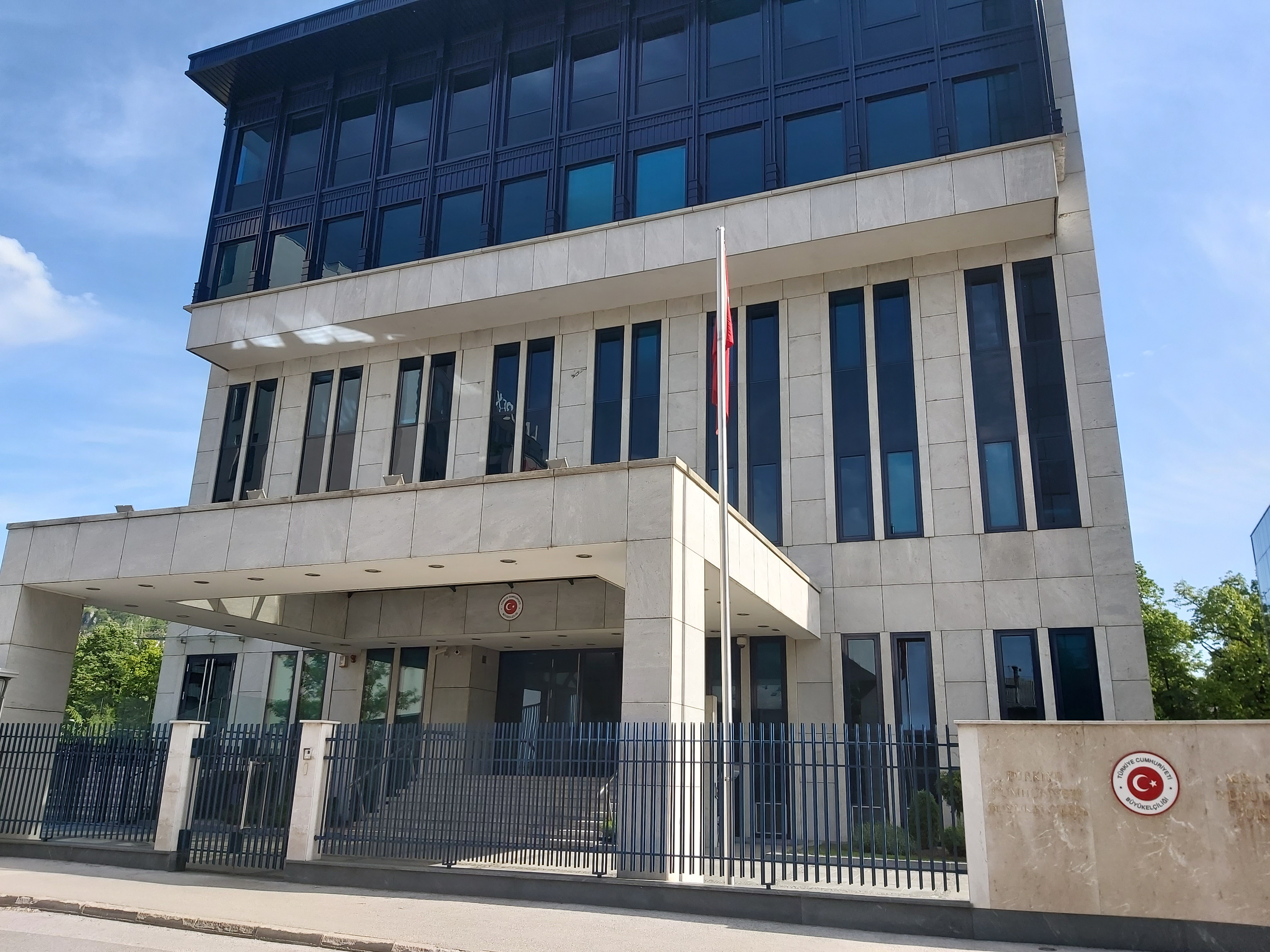
Türkische Botschaft in Sarajevo